# 5479 Ґрехемрайдер
5479 Ґрехемрайдер (5479 Grahamryder) — астероїд головного поясу, відкритий 30 жовтня 1989 року.
Тіссеранів параметр щодо Юпітера — 3,356.